# 마리오 셸바

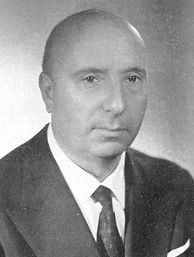
마리오 셸바

마리오 셸바(이탈리아어: Mario Scelba, 1901년 9월 5일 시칠리아 칼타지로네 ~ 1991년 10월 29일 라치오주 로마)는 이탈리아의 정치인이다. 소속 정당은 기독교민주당이다.

## 생애
로마에서 법학을 전공했다. 이탈리아 인민당의 설립자 가운데 하나인 루이지 스투르초의 비서로 근무했지만 스투르초는 국가 파시스트당의 탄압을 피해 브루클린으로 망명했다. 셸바는 로마에서 지하 신문을 발간했다. 제2차 세계 대전에 참전한 연합국이 이탈리아를 해방시킨 이후에 설립된 기독교민주당에 입당했다.
이탈리아 통신부 장관(1945년 6월 21일 ~ 1947년 2월 2일), 이탈리아 내무부 장관(1947년 2월 2일 ~ 1953년 7월 16일, 1954년 2월 10일 ~ 1955년 7월 6일, 1960년 7월 26일 ~ 1962년 2월 21일)을 역임했다. 1954년 2월 10일부터 1955년 7월 6일까지 이탈리아의 총리를 역임했고 1969년부터 1971년까지 유럽 의회 의장을 역임했다.